# Park Krajobrazowy Sudetów Wałbrzyskich
Park Krajobrazowy Sudetów Wałbrzyskich – park krajobrazowy w województwie dolnośląskim leżący na terenie gmin: Czarny Bór, Mieroszów, Głuszyca, m. Wałbrzych, m. Boguszów-Gorce, m. Jedlina-Zdrój.
Park utworzono w 1998 r. Powierzchnia parku wynosi 6493 ha, jego otuliny – 2894 ha.

## Położenie geograficzne
Park położony jest w Sudetach Środkowych, na południe od Wałbrzycha (stąd nazwa, mimo iż nie ma pasma górskiego o nazwie Sudety Wałbrzyskie). Obejmuje środkową, najwyższą część Gór Kamiennych – Pasmo Lesistej (851 m n.p.m.), zachodnią część Gór Suchych z Waligórą (936 m n.p.m.) oraz wschodni fragment Gór Wałbrzyskich (masyw Borowej – Borowa (854 m n.p.m.) i Rybnicki Grzbiet. Od południa graniczy z czeskim (parkiem krajobrazowym) CHKO „Broumovsko”. Najwyższy punkt 936 m n.p.m. – Waligóra, a najniższy ok. 400 m n.p.m.

## Warunki hydrologiczne
Obszar Parku należy do zlewni Morza Bałtyckiego. Słabo rozwinięta sieć hydrograficzna. Wody podziemne nie mają dużego znaczenia ze względu na brak warstw wodonośnych. Ważniejsze potoki to: Rybna, Sokołowiec, Złota Woda i Grzędzki Potok. Interesującym zjawiskiem jest kaptaż Rybnej, która w wyniku erozji wstecznej „przechwyciła” górny, źródliskowy odcinek Ścinawki i płynie głęboką przełomową doliną do Bystrzycy.

## Ochrona przyrody
Na terenie parku nie występują rezerwaty przyrody ani użytki ekologiczne, za to istnieje kilkanaście pomników przyrody, głównie chroniących unikatowe formacje skalne:

- Czerwone Skałki
- Małpia Skała
- Stożek Wielki
- Szczeliny Wiatrowe
- Zamkowa Góra